# Camille (film, 2019)
Pour les articles homonymes, voir Camille.
Pour plus de détails, voir Fiche technique et Distribution.
Camille est un drame franco-centrafricain coécrit et réalisé par Boris Lojkine, sorti en 2019. Le film est centré sur la vie de la photo-reporter Camille Lepage, durant la guerre civile de République centrafricaine de 2013-2014.

## Synopsis
2013 en Centrafrique : le pays est ravagé par une guerre civile. La jeune photo-reporter Camille y arrive pour concilier ses deux passions : l'Afrique et la photographie. Mais le chaos qui règne dans le pays va vite la rattraper.

## Fiche technique
Sauf indication contraire, les informations mentionnées dans cette section peuvent être confirmées par la base de données cinématographiques Unifrance,  présente dans la section « Liens externes ».
- Titre original : Camille
- Réalisation : Boris Lojkine
- Scénario : Boris Lojkine et Bojina Panayotova
- Décors : Jan Andersen
- Photographie : Elin Kirschfink
- Son : Marc-Olivier Brullé
- Montage : Xavier Sirven
- Musique : Éric Bentz
- Production : Bruno Nahon ; Caroline Nataf (productrice associée)
- Société de production : Unité de production
- SOFICA : Indéfilms 7
- Société de distribution : Pyramide Films
- Pays d'origine :  France
- Langues originales : français, peul, Sango[2]
- Format : couleur
- Format de l'image : 1,33:1
- Genres : drame et biopic
- Durée : 90 minutes
- Dates de sortie :
  - Suisse : 13 août 2019 (avant-première mondiale au festival international du film de Locarno)
  - République centrafricaine : 21 septembre 2019 (avant-première à Bangui)[3]
  - France : 16 octobre 2019
  - Suisse romande : 23 octobre 2019

## Distribution
- Nina Meurisse : Camille Lepage
- Fiacre Bindala : Cyril
- Bruno Todeschini : Mathias
- Grégoire Colin : François
- Augustin Legrand : Stol
- Michaël Zumstein : Michael
- Ousnabee Zounoua : Leila
- Abdouraouf Diallo : Abdou
- Rafiki Fariala : l'étudiant
- Mireille Perrier : la mère de Camille
- Antoine Gouy : le frère de Camille
- Aurélie Mazzeo : la copine de Camille
- Sammy Bangafaye : le lieutenant anti-balaka
- Kevin Pascal Mette : le commandant anti-balaka
- Antonin Schopper : le sergent français
- Geoffrey Batema : Sturges
- Roch Leibovici : le directeur de la photographie de Libération

## Production

### Personnages
Même si le personnage central est une journaliste européenne, Camille Lepage, Boris Lojkine explique avoir voulu « créer des personnages de Centrafricains et leur donner une vraie importance dans l'histoire ».

### Tournage
D'après Boris Lojkine, les autorités locales n'ont en aucune manière entravé le tournage du film, car elles étaient apparemment très satisfaites du travail de formation cinématographique qu'a effectué Boris Lojkine, durant les deux années qui ont précédé le tournage, en Centrafrique. Le réalisateur a même présenté le projet du film au président de la République, Faustin-Archange Touadéra, qui connaissait le travail de Camille Lepage en Centrafrique et son attachement au pays.

## Accueil

### Festival et sorties
Le film est sélectionné et présenté en hors compétition le 13 août 2019 au festival international du film de Locarno en  Suisse. Il est projeté le 21 septembre 2019 en avant-première à Bangui, en République centrafricaine.
Il est également prévu en France le 16 octobre 2019 et Suisse romande, le 23 octobre 2019.
Le film a également été projeté à plusieurs reprises à Bangui en septembre 2019.

## Distinctions

### Récompenses
- Festival du film francophone d'Angoulême 2019[5] : Valois de la meilleure actrice pour Nina Meurisse
- Festival international du film de Locarno 2019 : Prix du public[6]
- Festival international du film francophone de Namur 2019 : 
  - Bayard d'Or du meilleur scénario
  - Prix BeTV - Long métragE
- Festival International War on Screen 2019 : Prix du Jury Presse
- Prix Lumières de la presse internationale 2020 : Meilleur espoir féminin pour Nina Meurisse

### Nomination
- César 2020 : Meilleur espoir féminin pour Nina Meurisse

### Sélection
- Festival du film français d'Helvétie 2019

### Internet
- Dossier de presse Camille